# Subria viridis
Subria viridis är en insektsart som beskrevs av Andrew Nelson Caudell 1918. Subria viridis ingår i släktet Subria och familjen vårtbitare. Inga underarter finns listade i Catalogue of Life.